# William Harding (Bankier)

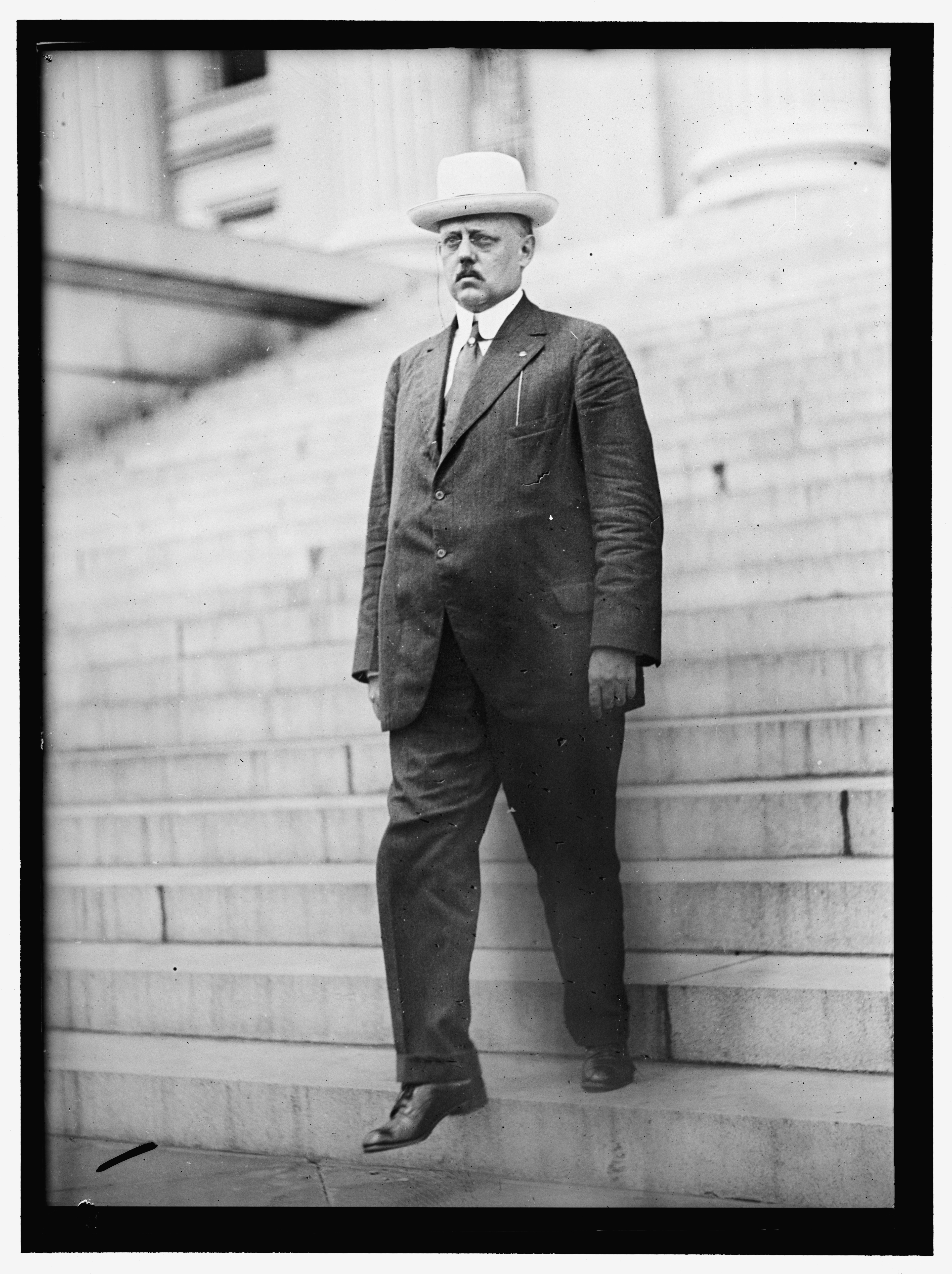
William P.G. Harding, 1914

William Proctor Gould Harding (* 5. Mai 1864 in Boligee, Alabama; † 7. April 1930 in Boston, Massachusetts) war ein US-amerikanischer Finanzmanager, der zwischen 1916 und 1922 Gouverneur des Ausschusses des Federal Reserve System war.

## Leben
Harding, Enkel des Porträtmalers Chester Harding, begann nach dem Schulbesuch ein grundständiges Studium an der University of Alabama, das er 1880 mit einem Bachelor abschloss. Ein darauf folgendes postgraduales Studium an der University of Alabama beendete er bereits 1881 mit einem Master, wodurch er zum jüngsten vollständig graduierten Studenten in der Geschichte der Universität wurde. Danach begann er eine Laufbahn als Bankmanager bei J. H. Fitts and Co. in Tuscaloosa und ging daraufhin nach Birmingham, wo er Buchhalter und danach Kassierer der Berney National Bank war. Später war er Vizepräsident und zuletzt Vizepräsident der First National Bank of Birmingham sowie seit 1913 auch Finanzberater von Oscar Underwood, einem demokratischen Mitglied des US-Repräsentantenhauses aus Alabama.
Im August 1914 wurde Harding zum Mitglied des neu geschaffenen Ausschusses des Federal Reserve System in Washington, D.C. berufen und gehörte diesem Gremium bis August 1922 an. Am 10. August 1916 löste er Charles S. Hamlin als Gouverneur des Federal Reserve System und war damit nach diesem der zweite Vorsitzende dieser US-amerikanischen Zentralbank. Während dieser Zeit fungierte er von 1918 bis 1919 auch als Geschäftsführender Direktor der Kriegsfinanzierungsgesellschaft (War Finance Corporation). Am 9. August 1922 endete seine Amtszeit als Gouverneur des Federal Reserve System, woraufhin Daniel R. Crissinger am 1. Mai 1923 seine Nachfolge antrat. Er selbst reiste im August 1922 auf Bitte von Alfredo Zayas y Alfonso, dem Präsidenten Kubas, nach Havanna, um die kubanische Regierung bei der Umorganisation ihres Finanz- und Abrechnungssystems zu beraten.
Nach seiner Rückkehr in die USA wurde Harding im Januar 1923 zum dritten Gouverneur und Präsidenten der Federal Reserve Bank of Boston gewählt und bekleidete dieses Amt bis zu seinem Tod am 7. April 1930. In dieser Position richtete er die Praxis jährlicher Treffen aller Mitgliedsbanken zur besseren Zusammenarbeit und Verständnis ein. Er war zudem ein Befürworter dafür, den Mitgliedsbanken einen größeren Anteil an der Gewinnen der Federal Reserve Bank of Boston durch die Erklärung höherer Dividenden zu gewähren. Er wird als eine Schlüsselfigur der Gründungsjahre des Federal Reserve System und verfasste über diese Zeit 1925 das Buch The formative period of the Federal Reserve System. During the world crisis. Er starb als einziger Präsident der Federal Reserve Bank of Boston im Amt.

## Veröffentlichung
- The formative period of the Federal Reserve System. During the world crisis, Houghton, Mifflin Company, Boston 1925, Nachdruck 1970, ISBN 0-4040-3107-2